# Herb Odelska

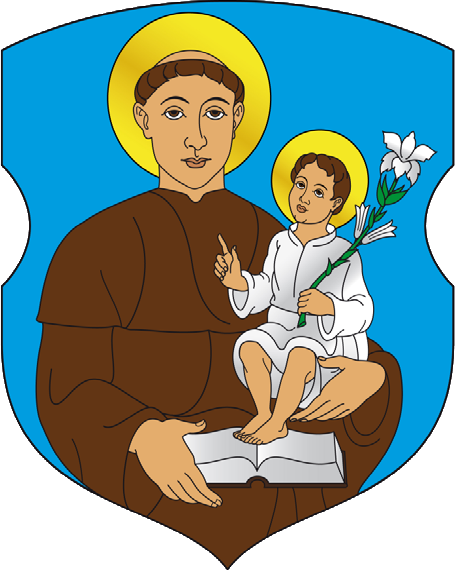
Herb Odelska

Herb Odelska − jeden z oficjalnych symboli Odelska. Ustanowiony został dekretem prezydenta Republiki Białorusi z 24 lipca 2014. Na błękitnym polu tarczy barokowej widnieje postać świętego Antoniego w brązowych szatach, który w lewej ręce trzyma Dzieciątko Jezus ubrane w srebrne szaty i trzymające srebrną lilię oraz opierające się nogami o rozłożoną księgę. Herb ten używany był jako symbol miejscowości prawdopodobnie już w XVIII wieku, o czym świadczą datowane na 1795 dokumenty odnalezione przez miejscowego księdza Walerego Bykowskiego, mówiące o tym, iż król Stanisław August Poniatowski „odnawia” w miasteczku Odelsk użycie herbu z wizerunkiem świętego Antoniego.

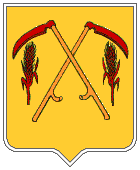
Dawny herb Odelska z 1875

Symbolem miejscowości był również dawniej herb przedstawiający w polu złotym dwie skrzyżowane kosy, poniżej ostrz których umieszczono dwa czerwone kłosy. Herb ten wprowadzono 27 lutego 1875.